# Oekraïense marine
De Oekraïense marine (Oekraïens: Військово-морські сили Збройних сил України, ВМС ЗСУ, geromaniseerd: Viiskovo–morski syly Zbroinykh syl Ukrainy, VMS ZSU, let. 'Zeestrijdkrachten van de Strijdkrachten van Oekraïne') is de Zeestrijdkrachten van de Oekraïense Krijgsmacht en één van de acht krijgsmachtdelen van de Oekraïense krijgsmacht.
De zeestrijdkrachten bestaan uit vijf componenten - oppervlaktestrijdkrachten, onderzeebootstrijdkrachten, marineluchtvaart, kustraketartillerie en marine-infanterie. In 2022 had de Oekraïense marine 15.000 personeelsleden, waaronder 6.000 marine-infanterie.
Het hoofdkwartier van de Oekraïense Zeemacht was, tot de annexatie van de Krim door de Russische Federatie, gevestigd in Sebastopol op de Krim.
Oekraïne was sinds 2005 bezig met de wederopbouw van zijn zeemacht door de bouw van het binnenlandse project 58250, het eerste door Oekraïne ontworpen en gebouwde korvet, en door in 2013 vier patrouilleboten te bestellen bij Willard Marine. Oekraïne heeft ook de productie van zijn Gryuza River Armed Artillery Boat hervat.
De marine opereerde voorheen in het Zwarte Zeegebied (inclusief de Zee van Azov en de Donaudelta). Sindsdien heeft Rusland echter de volledige controle verworven over de Zee van Azov en een aanzienlijke controle over de Zwarte Zee tijdens het lopende conflict. Verre operaties van de Oekraïense marine zijn beperkt tot multinationale activiteiten, zoals Operatie Active Endeavour en Operatie Atalanta in de Middellandse Zee en de Hoorn van Afrika.